# 電視風雲50年
《電視風雲50年》，是香港亞洲電視的資訊節目，原於星期日22:00-23:00在本港台播出，2007年12月16日加長版後改至星期日晚上20:30在本港台播出。主持為查小欣及王賢誌。節目主要邀請嘉賓回顧由1957年至2007年這50年來，各香港電視台的大小事件。
為《樂壇風雲50年》及《選美風雲50年》之姊妹作品，同樣由王賢誌主持。

## 各集主題
| 集數 | 日期           | 主題                 | 嘉賓                                                                    |
| ---- | -------------- | -------------------- | ----------------------------------------------------------------------- |
| 1    | 2007年11月4日  | 女星在電視圈的日子   | 李香琴、李影、文雪兒、陳法蓉                                            |
| 2    | 2007年11月11日 | 男星在電視圈的日子   | 盧海鵬、尹天照、詹秉熙、梁思浩                                          |
| 3    | 2007年11月18日 | 選美大揭秘           | 羅霖、宮雪花、吳文忻、呂晶晶、樊亦敏、寇鴻萍                            |
| 4    | 2007年11月25日 | 電視橋王             | 蕭若元、文雋、高志森、李力持                                            |
| 5    | 2007年12月2日  | 電視武打明星         | 梁小龍、陳惠敏、楊盼盼、徐二牛                                          |
| 6    | 2007年12月9日  | 電視揸fit人          | 邱德根、鮑起靜、吳毅將、黎漢持、黎燕珊、魏秋樺                          |
| 7    | 2007年12月16日 | 兩台綜藝節目大鬥法   | 盧海鵬、盧大偉、賈思樂、麥景婷、吳麗珠、葉尚華、 盧希萊、廖文蔚、陳欣欣 |
| 8    | 2007年12月23日 | 童星                 | 馮寶寶、王書麒、李霆鋒、林穎彤                                          |
| 9    | 2007年12月30日 | 收費電視對藝人的影響 | 肥媽、張學潤、羅慧娟、陳彥行                                            |
| 10   | 2008年1月6日   | 外撈藝人             | 陳啟泰、張文慈、劉永、胡渭康、連晉、江美儀                              |
| 11   | 2008年1月13日  | 電視小花             | 陳少霞、麥家琪、劉美娟、楊羚                                            |
| 12   | 2008年1月20日  | 林百欣時代           | 萬綺雯、陳十三、袁文傑、劉錫賢、林偉、張國權                            |
| 13   | 2008年1月27日  | 亞視一姐             | 朱慧珊、陳秀雯、鮑起靜                                                  |
| 14   | 2008年2月3日   | 挑戰電視尺度         | 葉璇、周美鳳、李道洪、洪羅拔                                            |
| 15   | 2008年2月10日  | 電視食神             | 黃麗梅、黃永幟、蘇施黃                                                  |
| 16   | 2008年2月17日  | 甘草演員             | 蘇杏璇、羅蘭、江毅、梁天                                                |
| 17   | 2008年2月24日  | 肥姐在aTV的日子      | 盧海鵬、朱慧珊、林韋辰、黎燕珊                                          |
| 18   | 2008年3月2日   | 永遠懷念開心果       | 高志森、袁彩雲、王書麒、許秋怡                                          |
| 19   | 2008年3月9日   | 電視新聞             | 梁家榮、馮兆寧、李彤、黃珊、李燦榮、鄧景輝、張慧慈                      |
| 20   | 2008年3月16日  | 麗的三雄             | 屠用雄、潘志文、魏秋樺、劉緯民                                          |
| 21   | 2008年3月23日  | 電視劇歌曲           | 李龍基、柳影虹、威利                                                    |

## 豬年電視風雲選舉
亞視在2008年1月15日至1月25日舉辦「豬年電視風雲選舉」，為香港電視史上第一次跨台選舉。題目大部份都是關於部份無綫電視藝員及無綫電視高層陳志雲，以下為各獎項結果：
- 最出位電視人
  - 陳志雲
- 最成功踩過界藝人
  - 陳志雲
- 最過度曝光電視人
  - 陳志雲
- 最多是非藝人
  - 郭羨妮
- 豬年電視新人王
  - 王祖藍
- 豬年電視圈5大件事
  - 第一位：肥姐入院
  - 第二位：數碼高清廣播
  - 第三位：亞視搬廠房新台徽
  - 第四位：Now寬頻重本購英超
  - 第五位：陳志雲過度曝光搶飯碗

## 收視
以下為該节目於本港台首播之收視點紀錄：
| 週次 | 日期           | 平均收視 |
| ---- | -------------- | -------- |
| 1    | 2007年11月4日  | 6點      |
| 2    | 2007年11月11日 | 7點      |
| 3    | 2007年11月18日 | 7點      |
| 4    | 2007年11月25日 | 5點      |
| 5    | 2007年12月2日  | 8點      |
| 6    | 2007年12月9日  | 6點      |
| 7    | 2007年12月16日 | 5點      |
| 8    | 2007年12月23日 | 5點      |
| 9    | 2007年12月30日 | 6點      |
| 10   | 2008年1月6日   | 6點      |
| 11   | 2008年1月13日  | 6點      |
| 12   | 2008年1月20日  | 5點      |
| 13   | 2008年1月27日  | 3點      |
| 14   | 2008年2月3日   | 5點      |
| 15   | 2008年2月10日  | 6點      |
| 16   | 2008年2月17日  | 8點      |
| 17   | 2008年2月24日  | 5點      |
| 18   | 2008年3月2日   | 8點      |
| 19   | 2008年3月9日   | 6點      |
| 20   | 2008年3月16日  | 5點      |
| 21   | 2008年3月23日  | 5點      |

資料來源：CSM媒介研究(一個收視點代表69,359名觀眾)

## 外部連結
- aTV電視風雲50年